# Komunikacja miejska w Złotoryi
Komunikacja miejska w Złotoryi w formie sieci połączeń miejskich organizowanych przez magistrat funkcjonowała od 15 października 2018 r. do kwietnia 2020 r.
W identyfikacji wizualnej na autobusach użytkowany był slogan Złotoryjski Autobus Miejski.

## Historia

### Komunikacja miejska WPK/MPK Legnica
W latach 1979-2009 na trasie Legnica-Złotoryja kursowały autobusy Wojewódzkiego Przedsiębiorstwa Komunikacyjnego w Legnicy. Biletowana linia autobusowa oznaczona numerem „22” łączyła funkcję połączenia międzymiastowego oraz komunikacji miejskiej dla Złotoryi. Po likwidacji WPK Legnica w 1996 roku obsługę połączenia przejęło Miejskie Przedsiębiorstwo Komunikacyjne w Legnicy, a za finansowanie odpowiadało miasto Złotoryja oraz gmina wiejska. Pomimo wzrastających kosztów dotacji przedmiotowej, połączenie było utrzymywane z uwagi na oferowaną przez MPK Legnica obsługę linii autobusami niskopodłogowymi, z punktu widzenia władz miasta istotną ze względów społecznych. 
Dotacje gminy miejskiej Złotoryja dla legnickiego MPK zostały wstrzymane z końcem czerwca 2009 roku, a w konsekwencji linia „22” została zlikwidowana. 
Od września 2009 do końca czerwca 2015 roku miasto Złotoryja współfinansowało połączenia spółki PKS „Trans-Pol” na trasie Legnica-Złotoryja. Z uwagi na niską frekwencję w autobusach z finansowania połączeń zrezygnowano.
Władze Złotoryi kilkukrotnie od 2015 roku deklarowały publicznie możliwość powrotu do korzystania z usług MPK w Legnicy, pod warunkiem uzyskania satysfakcjonujących warunków ekonomicznych.

### Miejskie przewozy szkolne
Na mocy przepisów oświatowych, od 1 września 2004 roku Złotoryja uruchomiła autobusy szkolne. Finansowanie przewozów szkolnych odbywało się w formie hurtowego zakupu biletów miesięcznych dla uczniów przez gminę. Obsługę przewozów szkolnych rokrocznie zlecano funkcjonującej w Złotoryi placówce terenowej PKS „Trans-Pol”. 
Przez lata wypracowano system złożony z dwóch specjalnych linii szkolnych:
- A: Hoża - Legnicka (Kopacz),
- B: Hoża - Zagrodzieńska[8][9][10][11][12][13].

W roku szkolnym 2009/2010 bilety nabywane uczniom przez miasto uprawniały dodatkowo do korzystania ze wszystkich pozostałych kursów PKS „Trans-Pol” w granicach Złotoryi.

### Bezpłatna komunikacja miejska

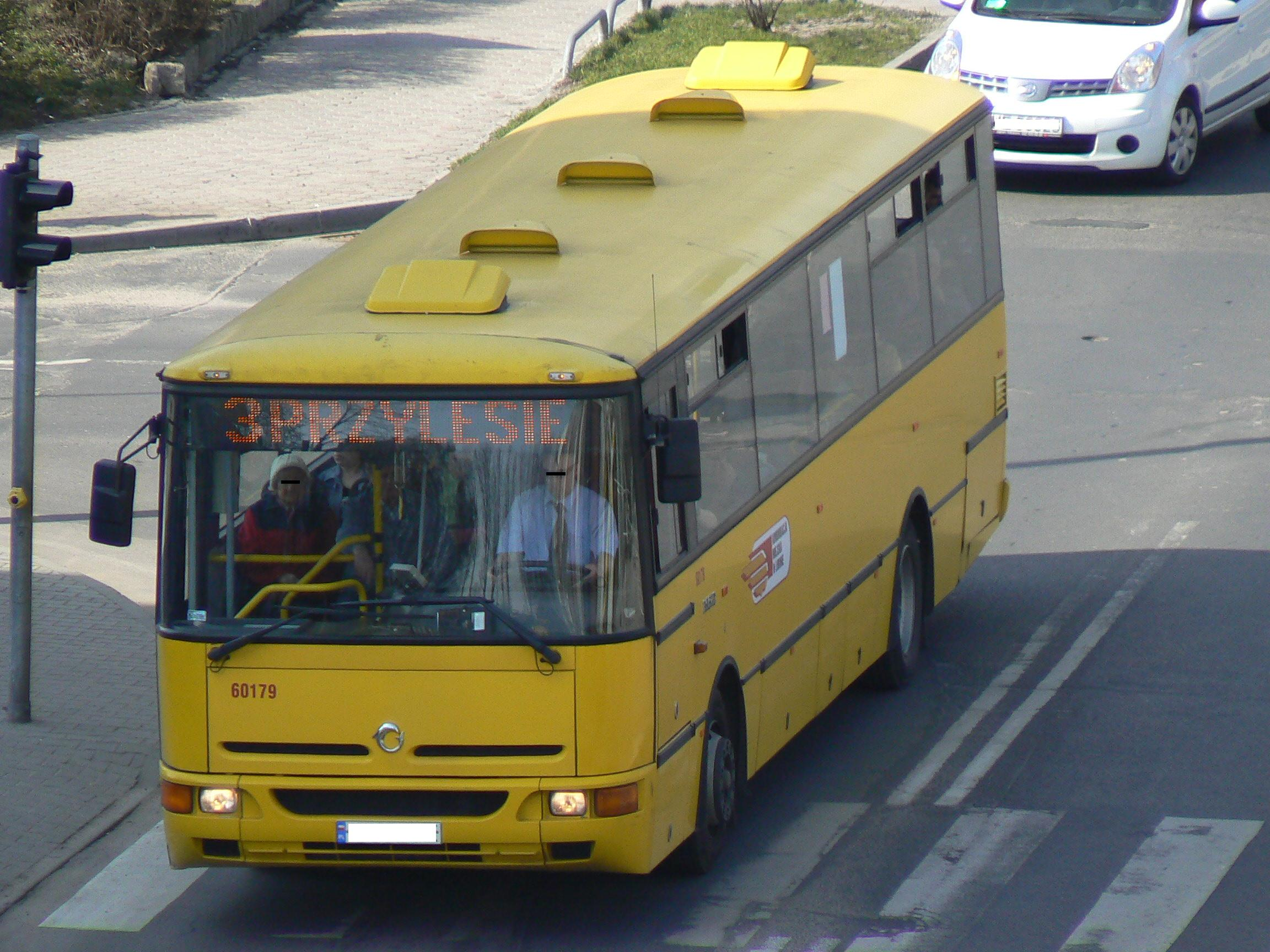
Autobus Karosa B951E przewoźnika PKS Lubin - analogiczny pojazd wypożyczono do obsługi komunikacji miejskiej w Złotoryi.

W 2018 r. zdecydowano o uruchomieniu w Złotoryi bezpłatnej komunikacji miejskiej. Uruchomienie komunikacji poprzedziły testy, przeprowadzone od 4 do 30 czerwca 2018 r. wypożyczonym autobusem niskopodłogowym (Karsan Atak).

## Komunikacja miejska od 15.10.2018 r.
Według deklaracji samorządowców, do wprowadzenia komunikacji miejskiej skłoniły władze względy społeczne oraz narastający problem z dostępnością miejsc parkingowych w centrum miasta. Analizy ekonomiczne sporządzone po testach komunikacji miejskiej w kwietniu 2018 r. zadecydowały, że magistrat Złotoryi odstąpił od zakupu własnego autobusu i zdecydował się zlecić usługę na zewnątrz.
Operatorem połączeń w drodze dialogu technicznego została wybrana spółka PKS „Trans-Pol”. Obsługa połączeń do końca roku 2018 odbywa się przy pomocy dwóch autobusów Karosa i Iveco wypożyczonych przez operatora z powiązanego kapitałowo przedsiębiorstwa PKS Lubin, wycofanych z obsługi komunikacji miejskiej w Lubinie. 
Autobusy obsługiwały dwie linie:
- 1: (Kopacz) - ZOKiR - (Zagrodzieńska) - (osiedle Nad Zalewem) - Legnicka Specjalna Strefa Ekonomiczna,
- 2: ZOKiR - Zagrodzieńska - osiedle Nad Zalewem - Hoża - Kopacz - Grunwaldzka - ZOKiR[14].

Linia nr 1 powstała dla połączenia miasta z podstrefą złotoryjską Legnickiej Specjalnej Strefy Ekonomicznej i była obsługiwana większym pojazdem. 
Linia nr 2 została określona mianem śródmiejskiej i jest obsługiwana mikrobusem. 
Trasa poszczególnych kursów została zróżnicowana - założono kilka wariantów każdej linii.
Przyjęto, że komunikacja miejska w Złotoryi nie kursuje w dni wolne od pracy.
Koszt funkcjonowania komunikacji miejskiej w Złotoryi przez 2,5 miesiąca roku 2018 zaplanowano na 50 tysięcy złotych.

## Komunikacja miejska w roku 2019
W styczniu 2019 roku władze Złotoryi ogłosiły przetarg na świadczenie usługi komunikacji miejskiej przez kolejne trzy lata. Jedynym oferentem była spółka PKS Lubin. Wartość kontraktu oszacowano na 750 000 złotych. Założono, że w roku 2019 dziennie autobusy komunikacji miejskiej w Złotoryi pokonają 190 kilometrów. Operator przeznaczył do obsługi połączeń pojazdy wypożyczane uprzednio dla PKS „Trans-Pol”.
Równolegle z likwidacją dotychczasowych linii szkolnych A i B PKS „Trans-Pol”, władze samorządowe Złotoryi z dniem 11 lutego 2019 r. zwiększyły liczbę kursów na linii środmiejskiej (nr 2) oraz uruchomiły kursy nowej linii nr 3 pokrywającej się z dawną linią szkolną A oraz dawnym połączeniem „22” MPK Legnica w granicach miasta. Zwiększono także ilość kursów na linii nr 1 obsługującej strefę ekonomiczną, dla zabezpieczenia przewozów osób pracujących w systemie dwuzmianowym. 
Komunikacja pozostała bezpłatna dla pasażerów.

## Komunikacja miejska w roku 2020
W związku z pandemią COVID-19 w Polsce 15 marca władze gminy miejskiej Złotoryi wstrzymały kursowanie autobusów linii nr 2 i 3, a z początkiem kwietnia na linii nr 1, jednocześnie wstrzymując PKS Lubin płatność za usługę. Wobec sytuacji przedsiębiorstwo PKS Lubin wypowiedziało umowę magistratowi.
Od 1 września 2020 r. w Złotoryi nie przywrócono już komunikacji miejskiej i wznowiono zamknięty przewóz uczniów do szkół.